# ジャンケンケンちゃん
『ジャンケンケンちゃん』は、1969年4月3日から1970年2月26日までTBS系列の毎週木曜19:30 - 20:00（JST）に放送された児童向けドラマである。全48回・モノクロ作品。

## 概要
チャコちゃん役の四方晴美の降板に伴い、宮脇康之（現：健）扮するケンちゃん（ケンイチ）を主人公にした『ケンちゃんシリーズ』の記念すべき第1作。
本作ではケンちゃんがシリーズ唯一の「一人っ子」という設定であり、内容も後の「道徳ドラマ」的ではなく、毎回ケンちゃんがいたずらやケンカなどの騒動を起こすというもので、後年の国際放映作品『あばれはっちゃく』（テレビ朝日系列）に近い。またケンちゃんの一家は「大山運送店」という設定だが、「ケンちゃん一家は店を出している」という設定はこの後も使われる(「ケンちゃんトコちゃん」を除く)。
お母さん役の岸久美子がシリーズ初出演、以後大半の作品でお母さんを演じる。

## 出演者
- ケンイチ：宮脇康之
- お父さん：前田昌明
- お母さん：岸久美子
- おじさん：舟橋元
- おばさん：久里千春
- おじいさん：上田吉二郎
- おばあさん：桜むつ子

ほか

## スタッフ
- 脚本：光畑碩郎 ほか
- 監督：渋谷実、斎藤秀夫 ほか
- 制作：TBS、国際放映

## 主題歌
「ジャンケンケンちゃん」
- 作詞：今戸悠、瓜生孝／作曲：高山義一／編曲：林一／歌：宮脇康之、少年少女合唱団みずうみ
- 東芝レコード（現：EMIミュージック・ジャパン）から発売。

## サブタイトル
1. 1969年4月3日 「春風よ! ありがとう」
2. 1969年4月10日 「百点満点だぞン」
3. 1969年4月17日 「サイ眠ジツだぞ」
4. 1969年4月24日 「まけるなチビギャング」
5. 1969年5月1日 「走れコイのぼり」
6. 1969年5月8日 「いかした女の子」
7. 1969年5月15日 「親孝行ってなあに」
8. 1969年5月22日 「まかせておけよ!」
9. 1969年5月29日 「山のお寺の鐘が鳴る」
10. 1969年6月5日 「チビッコ登山隊」
11. 1969年6月12日 「こわいものは?」
12. 1969年6月19日 「ハロー・九ちゃん!」
13. 1969年6月26日 「走れパトカー!」
14. 1969年7月3日 「でっかくいこうぜ」
15. 1969年7月10日 「野良犬がいく」
16. 1969年7月17日 「ボクチン漂流記!」
17. 1969年7月24日 「チビッコ親分!」
18. 1969年7月31日 「競馬とパチンコ!」
19. 1969年8月7日 「泥棒と探偵!」
20. 1969年8月14日 「勝抜きジャンケンポン!」
21. 1969年8月21日 「まつりだワッショイ」
22. 1969年8月28日 「おばけだぞーン!」
23. 1969年9月4日 「ボクは迷カメラマン」
24. 1969年9月11日 「雲の中で歌おうよ!」
25. 1969年9月18日 「想い出のキャンプファイアー」
26. 1969年9月25日 「おれたちゃこわしや」
27. 1969年10月2日 「泣いたオンドリちゃん」
28. 1969年10月9日 「天体望遠鏡がもらえるよ!」
29. 1969年10月16日 「ガラクタ広場の決闘」
30. 1969年10月23日 「モーレツ・チビッコ部隊」
31. 1969年10月30日 「アア口笛が吹きたい」
32. 1969年11月6日 「消えた双眼鏡」
33. 1969年11月13日 「秋空晴れて」
34. 1969年11月20日 「モシモシ宇宙人」
35. 1969年11月27日 「男が涙をながすとき」
36. 1969年12月4日 「ペコペコ迷い子」
37. 1969年12月11日 「あげてよかった」
38. 1969年12月18日 「サインはV･･･?」
39. 1969年12月25日 「一日おくれのクリスマス」
40. 1970年1月1日 「あっ! と驚くお正月」
41. 1970年1月8日 「お芝居やろうヨ!」
42. 1970年1月15日 「悲しい黒犬のジャック」
43. 1970年1月22日 「おお! チビッコ日本一」
44. 1970年1月29日 「舌きりスズメ」
45. 1970年2月5日 「寒い朝」
46. 1970年2月12日 「走れベイビー」
47. 1970年2月19日 「なんでもひきうけます」
48. 1970年2月26日 「ぼくのさよなら旅行!」

## 映像ソフト
- 2018年10月26日に、ベストフィールドからDVDシリーズ「昭和の名作ライブラリー」として、コレクターズDVD HDリマスター版（6枚組）が発売されている[1]。

## 参考資料
- テレビドラマデータベース
- 朝日新聞 縮刷版 1969年4月3日～1970年2月26日

## コミカライズ
- 幼稚園（作画：竹中きよし）[2]
- 小学一年生（作画：つのだじろう）[3]
- なかよし（永井豪・野口太陽）[4][5]